# Италиански шампионат по футбол 1909
Шампион на Италия по футбол през сезон 1909 е Про Верчели.
През този сезон, както през миналия, се провеждат два турнира:
1. Федерален шампионат, второстепенен турнир, в който е разрешено да се състезават и чужденци, ако живеят в Италия. Шампион става Про Верчели.
2. Италиански шампионат, основният турнир, в който играят само италианци. Шампион става  Ювентус.

Клубовете, съставени главно от чужденци напускат италианския шампионат и се присъединяват към федералния шампионат, с идеята да стане по-значимия турнир. Про Верчели печели федералния шампионат, само с италианци и така прави италианския шампионат безсмислен. В крайна сметка, провалът на италианския шампионат, спечелен от 
Ювентус, кара Италианската футболна федерация да признае Про Верчели за шампион на Италия.

## Квалификации

### Лигурия
|              | Общ резултат |        | 1-ви мач | 2-ри мач |
| ------------ | ------------ | ------ | -------- | -------- |
| Андреа Дория | 4-4          | Дженоа | 1-1      | 3-3      |

Преиграване
|              | Общ резултат |        |
| ------------ | ------------ | ------ |
| Андреа Дория | 1-2          | Дженоа |

### Ломбардия
Класиране
| Поз | Отбор    | М | П | Р | З | ВГ | ДГ | ГР | Т | Забележка                  |
| --- | -------- | - | - | - | - | -- | -- | -- | - | -------------------------- |
| 1   | Миланезе | 2 | 2 | 0 | 0 | 5  | 1  | +4 | 4 | Класира се за полуфиналите |
| 2   | Милан    | 2 | 1 | 0 | 1 | 3  | 4  | -1 | 2 |                            |
| 3   | Интер    | 2 | 0 | 0 | 2 | 2  | 5  | -3 | 0 |                            |

Срещи
|          | Общ резултат |          |
| -------- | ------------ | -------- |
| Милан    | 3-2          | Интер    |
| Миланезе | 3-1          | Милан    |
| Интер    | 0-2          | Миланезе |

### Пиемонт

#### Първи кръг
|         | Общ резултат |        | 1-ви мач | 2-ри мач |
| ------- | ------------ | ------ | -------- | -------- |
| Ювентус | 3-2          | Торино | 0-1      | 3-1      |

Поради факта, че отборите печелят по един мач (общият резултат не се зачита) се играе преиграване.
Преиграване
|         | Общ резултат |        |
| ------- | ------------ | ------ |
| Ювентус | 0-1          | Торино |

#### Втори кръг
|             | Общ резултат |        | 1-ви мач | 2-ри мач |
| ----------- | ------------ | ------ | -------- | -------- |
| Про Верчели | 3-1          | Торино | 2-1      | 1-0      |

### Венето
Венеция е единствения участник от областта.

## Полуфинали

### Ломбардия-Венето
|         | Общ резултат |          | 1-ви мач | 2-ри мач |
| ------- | ------------ | -------- | -------- | -------- |
| Венеция | 3-18         | Миланезе | 1-7      | 2-11     |

### Пиемонт-Лигурия
|             | Общ резултат |        | 1-ви мач | 2-ри мач |
| ----------- | ------------ | ------ | -------- | -------- |
| Про Верчели | 4-3          | Дженоа | 3-2      | 1-1      |

## Финал
|             | Общ резултат |          | 1-ви мач | 2-ри мач |
| ----------- | ------------ | -------- | -------- | -------- |
| Про Верчели | 4-2          | Миланезе | 2-0      | 2-2      |

## Изчотници
- Италиански шампионат по футбол 1909 в rsssf.com